# Fiscalità generale
Con fiscalità generale, nel dibattito politico economico in Italia, si intende l'insieme delle entrate fiscali dello Stato italiano, raccolte in base a obblighi di leggi che non indicano già una specifica destinazione di spesa pubblica.
Le imposte IRPEF ed IVA, ad esempio sono imposte che non hanno una specifica destinazione e vanno a contribuire alla formazione della fiscalità generale.
È l'opposto dell'imposta di scopo.